# Томас, Жасмин
Жасмин Лоретта Томас (англ. Jasmine Loretta Thomas; род. 30 сентября 1989 года, Фэрфакс, штат Виргиния, США) — американская профессиональная баскетболистка, выступающая в женской национальной баскетбольной ассоциации за команду «Коннектикут Сан». Была выбрана на драфте ВНБА 2011 года в первом раунде под двенадцатым номером клубом «Сиэтл Шторм». Играет на позиции разыгрывающего защитника.

## Ранние годы
Жасмин Томас родилась 30 сентября 1989 года в городе Фэрфакс (штат Виргиния) в семье Джонни и Шэрон Томас, у неё есть брат, Даррелл, а училась она немного северо-восточнее, в городе Виенна, в средней школе Октон, в которой выступала за местную баскетбольную команду.